# Laurent Descours
Pour les articles homonymes, voir Descours.
Laurent Descours, né le 20 janvier 1814 à Lyon (Rhône) et mort le 28 août 1882 à Vichy (Allier), est un homme politique français. Il est promu Commandeur de la Légion d'Honneur en 1869. En 1842, il est membre du bureau du Jockey-Club de Lyon fondé en 1839 ; il fait courir en 1843.  